# Uta nolascensis
Uta nolascensis är en ödleart som beskrevs av  V.M. Van DENBURGH och SLEVIN 1921. Uta nolascensis ingår i släktet Uta och familjen Phrynosomatidae. Inga underarter finns listade i Catalogue of Life.
Arten förekommer på ön Isla San Pedro Nolasco i Californiaviken. Den klippiga ön är täckt av gräs och buskar.
För beståndet är inga hot kända. Hela populationen anses vara stabil. IUCN listar arten som livskraftig (LC).